# Osip Mandelsztam
Osip Emiljewicz Mandelsztam (ros. Осип Эмильевич Мандельштам; ur. 2 stycznia?/14 stycznia 1891 w Warszawie, zm. 27 grudnia 1938 w łagrze tranzytowym Wtoraja Rieczka pod Władywostokiem, Rosyjska Federacyjna SRR) – rosyjski poeta i prozaik pochodzenia polsko-żydowskiego. Jeden z głównych przedstawicieli akmeizmu. Ofiara wielkiego terroru w ZSRR.

## Życiorys

### Rodzina
Osip Mandelsztam urodził się w Warszawie w zamożnej zasymilowanej rodzinie polsko-żydowskiej. Był synem Emila Beniaminowicza Mandelsztama pochodzącego z Żagor (obecnie znajdujących się na Litwie). Emil Mandelsztam wywodził się z rodziny mówiącej w jidysz; w młodości nauczył się niemieckiego, polskiego i rosyjskiego, choć nie potrafił w nich mówić w stopniu biegłym. Był dobrze prosperującym kupcem handlującym wyrobami skórzanymi. Uzyskał status kupca pierwszej gildii i mógł zamieszkać poza żydowską strefą osiedlania. Dziadkiem Osipa był Beniamin Mandelsztam, brat Lejby Osipowicza Mandelsztama – pierwszego Żyda, który studiował w Moskwie.
Matką Osipa była Flora Wierblowska wywodząca się z rodziny inteligenckiej z Wilna, gdzie ukończyła rosyjskie gimnazjum. Pracowała jako nauczycielka muzyki i była spokrewniona ze Siemionem Wiengierowem. Rodzice Osipa pobrali się w Dyneburgu.

### Dzieciństwo i młodość
W dzieciństwie pobierał nauki w swym domu, pod kierunkiem guwernantek oraz nauczycieli. W latach 1907–1908 odbył podróż do Paryża (studiował na Sorbonie), później do Niemiec, gdzie w latach 1909–1910 studiował klasyczną literaturę francuską na uniwersytecie w Heidelbergu. Od 1911 do 1917 roku studiował natomiast filozofię na uniwersytecie w Sankt Petersburgu, której jednak nie ukończył.

### Twórczość
Jako poeta debiutował w 1910 roku, w piśmie „Apollon”. Sławę zyskał trzy lata później zbiorem wierszy Kamień, a wydany w 1922 tom Tristia umocnił jego pozycję w środowisku poetów. Inspiracją wierszy z tego okresu była przede wszystkim kultura antyku oraz mistyczny świat dawnej kultury rosyjskiej. Napisany przez niego w 1913 i wydany w 1919 roku manifest Świt akmeizmu określał ramy tej poezji.
W twórczości Mandelsztama pojawiały się również wątki judaistyczne, choć on sam nie był praktykującym żydem, a niekiedy do religii tej odnosił się nawet z niechęcią. Tom Wiersze (1928) był ostatnim wydanym za życia poety z tego nurtu.
Z początkiem lat 30. Mandelsztam zwrócił się ku prozie. W 1933 ukończył ostatnią książkę Podróż do Armenii, będącą poetyckim opisem autentycznej wyprawy na Kaukaz, jaką Mandelsztam odbył wraz z żoną we wczesnych latach 30. Nie było to krajoznawstwo, lecz podróż – zgodnie z historiozofią poety – do źródeł czasu. Mandelsztam wierzył, że kultury Kaukazu i Czarnomorza są jak księgi, z których uczyli się pierwsi ludzie.
Pisane przez niego później wiersze nie mogły już zostać wydane ze względu na wszechobecny stalinowski terror. Dużą część utworów napisanych pod koniec życia poety przechowała i uchroniła przed zapomnieniem jego żona. Początek światowej sławy Osipa rozpoczął się dopiero w latach 70. XX wieku, za sprawą wdowy, Nadieżdy Mandelsztam, opisującej w swojej książce Nadzieja w beznadziei los swego zmarłego męża. Ocalone wiersze złożyły się na Woroneskie zeszyty.
Współcześnie Osip Mandelsztam uznawany jest za jednego z najwybitniejszych poetów rosyjskich.

### Represje
W latach 1934–1937 Mandelsztam przebywał na zesłaniu, na osobisty rozkaz Józefa Stalina, początkowo w Czerdyniu, a później w Woroneżu. W maju 1938 roku Mandelsztam został ponownie aresztowany i skazany na pięć lat pobytu w obozie za działalność antyrewolucyjną. Nie było jednak szans, by przeżył wyrok. Był bowiem u skraju fizycznej wytrzymałości i trudność sprawiało mu samo utrzymanie się na nogach.

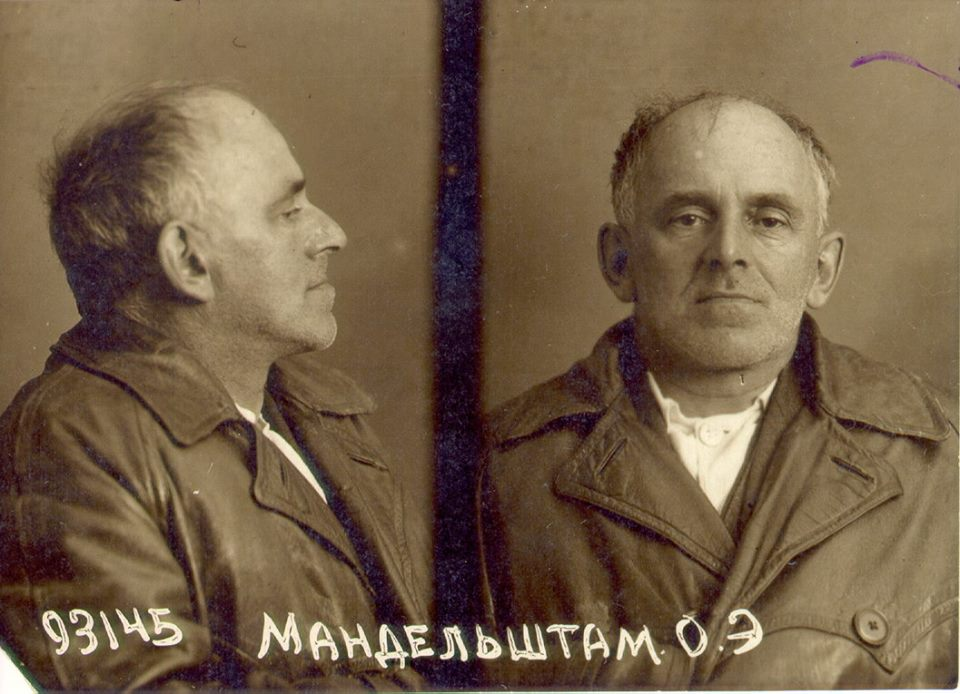
Fotografia wykonana przez NKWD po aresztowaniu w 1938

Zmarł w łagrze tranzytowym Wtoraja Rieczka (Вторая Речка) pod Władywostokiem w drodze na Kołymę. Jako oficjalną przyczynę śmierci podano zawał serca. Ciało złożono we wspólnej mogile.

## Wybrane utwory
- Kamień (Камень), 1913
- Tristia, 1922
- Druga księga (Вторая книга), 1923
- Wiersze (Стихотворения), 1928
- Nowe wiersze 1930–34 (Новые стихотворения 1930–34) – wydane po śmierci poety w samizdacie
- Zeszyty woroneskie 1935–37 (Воронежские тетради 1935–37) – wydane po śmierci poety w samizdacie

## Polskie tłumaczenia
- Poezje, PIW, Warszawa 1971, 1997, ISBN 83-06-02465-6.
- Słowo i kultura: szkice literackie, przełożył Ryszard Przybylski, Czytelnik, Warszawa 1972
- Późne wiersze, przełożył Stanisław Barańczak, Oficyna Poetów i Malarzy, Londyn 1977, Niezależna Oficyna Wydawnicza, Warszawa 1979, Enklawa, Warszawa 1981.
- Poezje, wybór, redakcja i posłowie Maria Leśniewska, Wydawnictwo Literackie, Kraków – Wrocław 1983, ISBN 83-08-00854-2.
- Czarnym słońcem oślepiony, Wydawnictwo Bohdana Wrocławskiego, Warszawa 1994, ISBN 83-85996-08-7.
- Zgiełk czasu, przełożył Ryszard Przybylski, Czytelnik, Warszawa 1994, ISBN 83-07-00702-X.
- Nikomu ani słowa, Wydawnictwo Literackie, Kraków 1998, 2003
- Podróż do Armenii, przełożył Ryszard Przybylski, Wydawnictwo Sic!, Warszawa 2004, ISBN 83-88807-46-3.
- 44 wiersze i kilka fragmentów, przełożył Jarosław Marek Rymkiewicz, Wydawnictwo Sic!, Warszawa 2009, ISBN 978-83-60457-74-0.
- Nieograbiony i nierozgromiony. Wiersze i szkice, przełożył Adam Pomorski, Wydawnictwo Naukowe i Literackie Open, Warszawa 2011, ISBN 97883-85254-874.
- Z Mandelsztama. Siedem wierszy, przełożył Jerzy Pomianowski, Dział Wydawnictw Instytutu Książki, Kraków 2013, ISBN 978-83-61005-09-4.

## Upamiętnienie
- 18 maja 2012 imię Osipa Mandelsztama nadano wewnętrznej uliczce na terenie kampusu Uniwersytetu Warszawskiego przy Krakowskim Przedmieściu[16].
- Rehabilitacja Mandelsztama była natchnieniem dla Jacka Kaczmarskiego do napisania piosenki „Zmartwychwstanie Mandelsztama”[17].